# Гохеймочі
Гохеймочі — різновид мочі, який виготовляється в регіоні Тюбу в центральній Японії, зокрема в префектурах Наґано, Ґіфу та Айті, місцева кухня. Це популярна їжа Японії, яка продається на придорожніх станціях, чайних на гірських перевалах, у ресторанах швидкого харчування, через Інтернет тощо. У префектурі Наґано його було обрано як «Вибране нематеріальне народне культурне надбання префектури Наґано під назвою „Goheimochi“».
На відміну від звичайного мочі, гохеймочі покривають кисло-солодким соусом, нанизують на шампури та смажать на грилі. Гохеймочі може бути двох видів: варадзі має форму традиційного сандалію та округлий мочі.

## Приготування

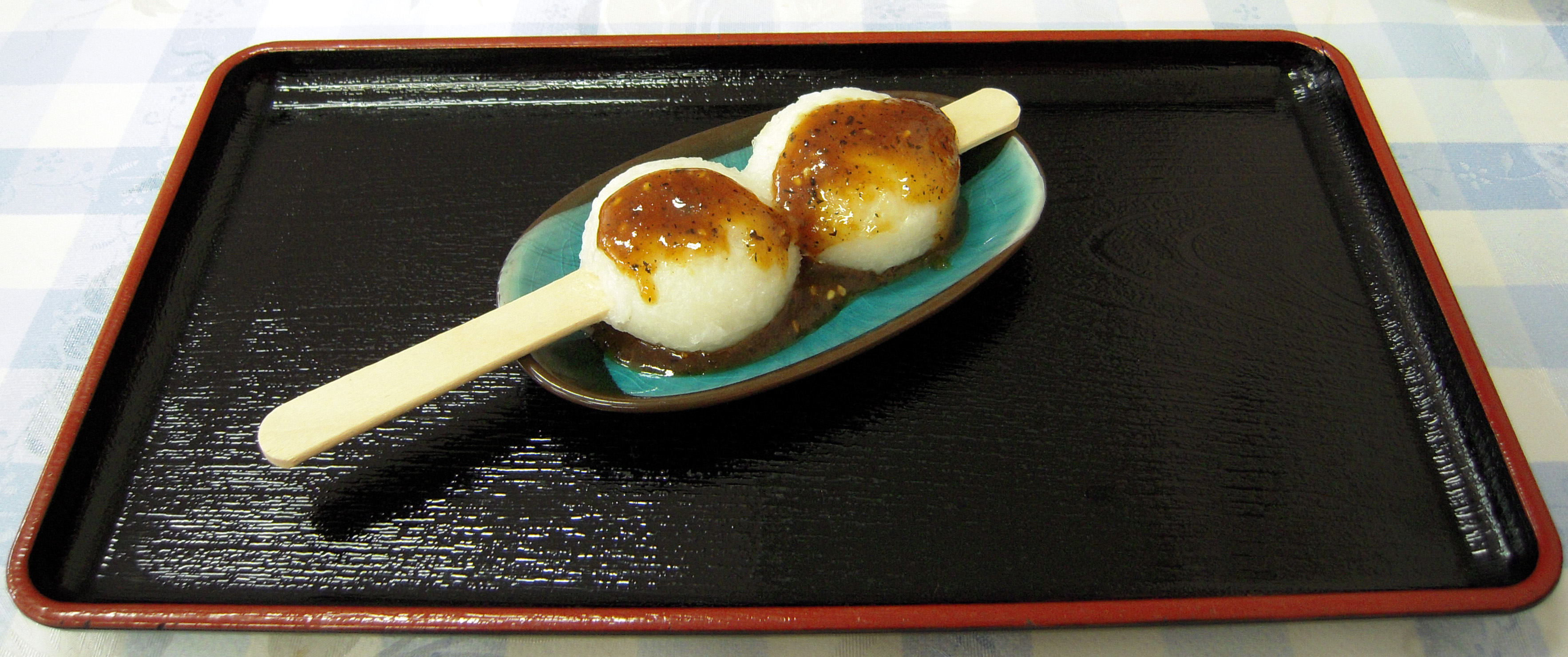
Кільки гохеймочі (місто Комагане, префектура Нагано)

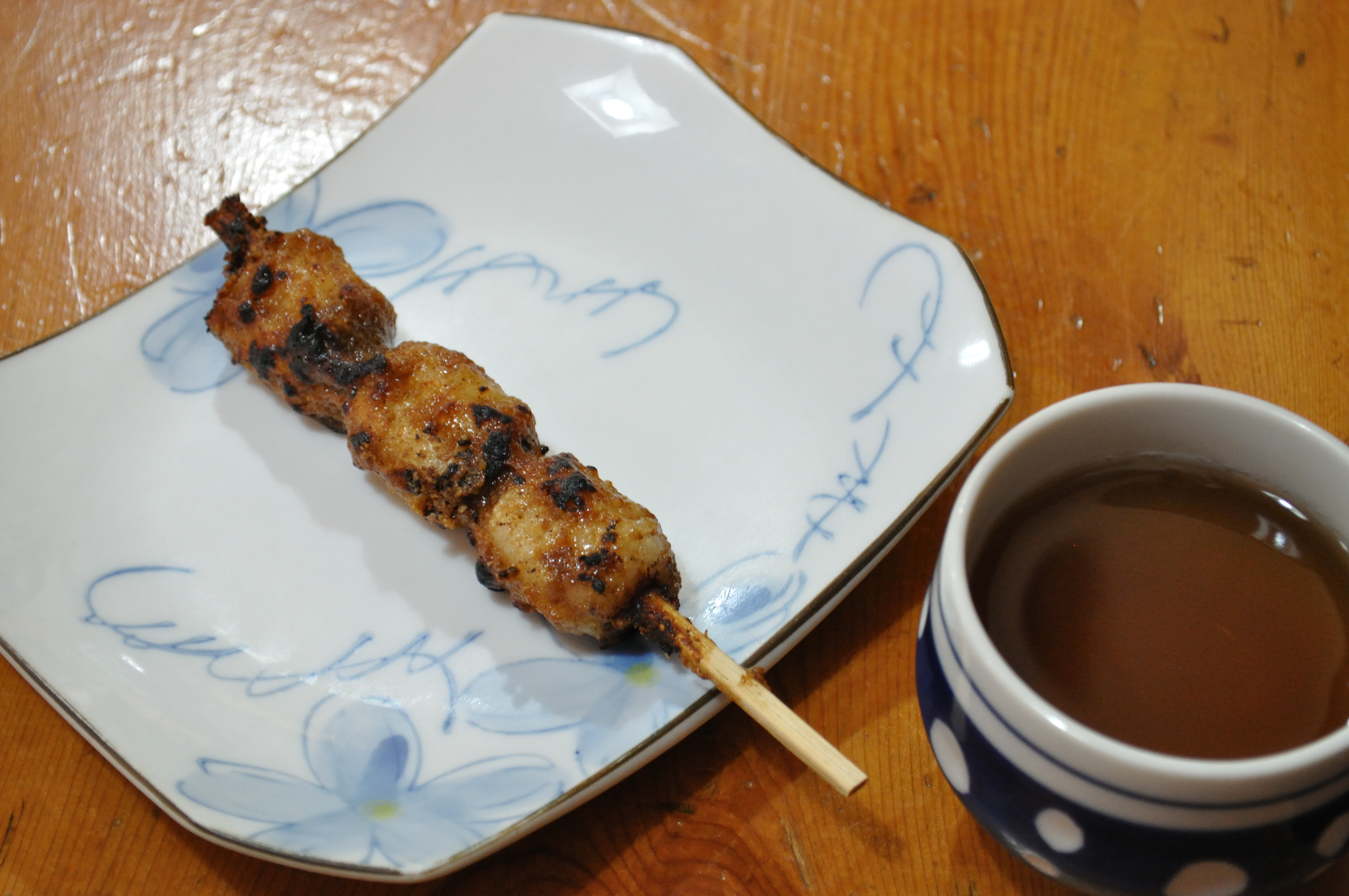
Гохеймоті у місті Мізунамі, префектура Гіфу

1. Замочити на декілька годин у воді, а потім приготувати клейкий рис[5].
2. Розтерти рис до стану, коли не залишиться крупинок[6]. З рису сформувати плоский шмат товщиною приблизно 2 мм і шириною 2 см, який надягають на бамбукову шпажку або паличку для їжі. В деяких регіонах країни роблять круглу форму, або форму данґо. У деяких регіонах в цей час додають сіль.
3. Розкласти на деко, зверху змастити заздалегідь приготованим соусом і запікати в духовці або на грилі.

Соуси для страви використовуються різні, в залежності від сезону та регіону. В соусі завжди є соєвий соус або місо, цукор, щоб він був досить солодким. Також до нього додають кунжут, волоські горіхи, арахіс і буролистку і юдзу.
Існує багато рецептів соусів з додаванням яєць, меду та личинками бджіл залежно регіону.

## Походження
Гохеймочі був винайдений у період Едо, хоча його походження невідоме. Незважаючи на це, існує кілька теорій щодо походження страви. Оскільки назва страви схожа на gohei , а саме шматки паперу або тканини, які вирізають і підвішують між деревами в синтоїстських храмах як пожертва для богів. Існує легенда про чоловіка на ім'я Гобей, який подрібнив рис, додав до нього місо, приготував на грилі та з'їв.

## Поява в ЗМІ
У серіалі «Ханбун, Аой» один із головних героїв відкриває магазин гохеймочі. Ця особливість збільшила популярність страви за межами Чубу. Дія фільму «Твоє ім'я» 2006 року розгортається в регіоні Хіда, і в різних сценах персонажі їдять гохеймочі.

## Зовнішнє посилання
- Муцуко Кімура, «Географічний розподіл місцевої кухні» (Geographical Review, Vol. 47, No. 6, 1974), p. 394-401, doi:10.4157/grj.47.394, Географічне товариство Японії
- Префектура Гохей Мочі Айчі/Моя місцева кухня — Міністерство сільського, лісового й водного господарств Японії